# Thyella montana
Thyella montana là một loài thực vật có hoa trong họ Bìm bìm. Loài này được (Moric.) House miêu tả khoa học đầu tiên năm 1906.